# Maslianico

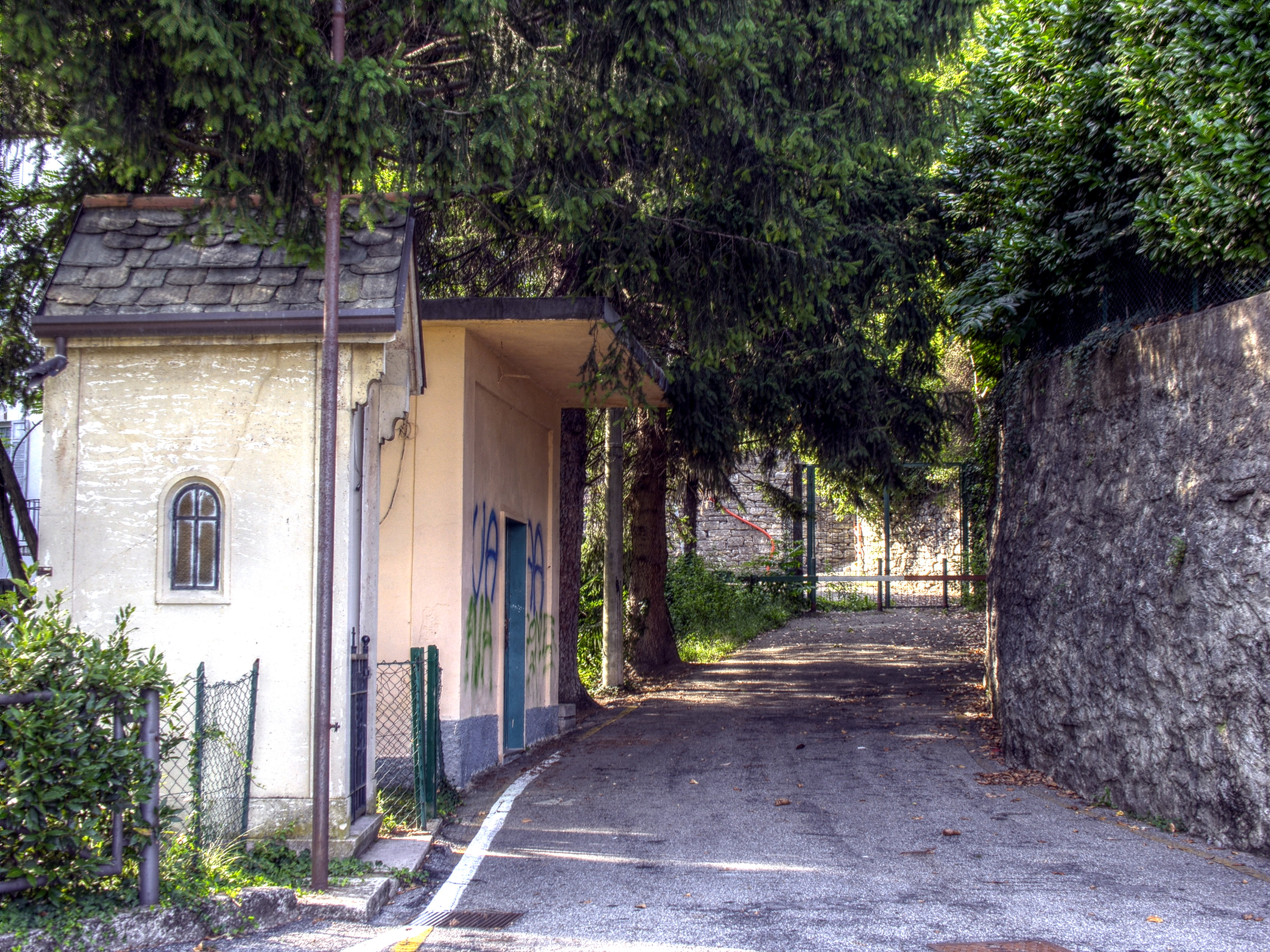
Zoll Maslianico im Ortsteil Roggiana

Maslianico ist eine Gemeinde mit 3132 Einwohnern (Stand 31. Dezember 2023) in der italienischen Provinz Como in der Region Lombardei. 

## Geographie
Maslianico liegt am Fuße des Monte Bisbino (1325 m s.l.m.), direkt an der Grenze zur Schweiz am Fluss Breggia.
Die Nachbargemeinden sind Cernobbio, Como und Vacallo (CH-TI).

## Sehenswürdigkeiten
- Pfarrkirche Santi Giovanni Evangelista e Ambrogio[2]
- Kirche Santa Teresa del Bambin Gesù (1937), Ingenieur Guido Aureggi
- Gemeindehaus

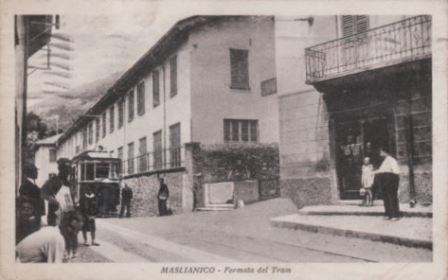
Ehemalige Straßenbahn in Maslianico (1920)
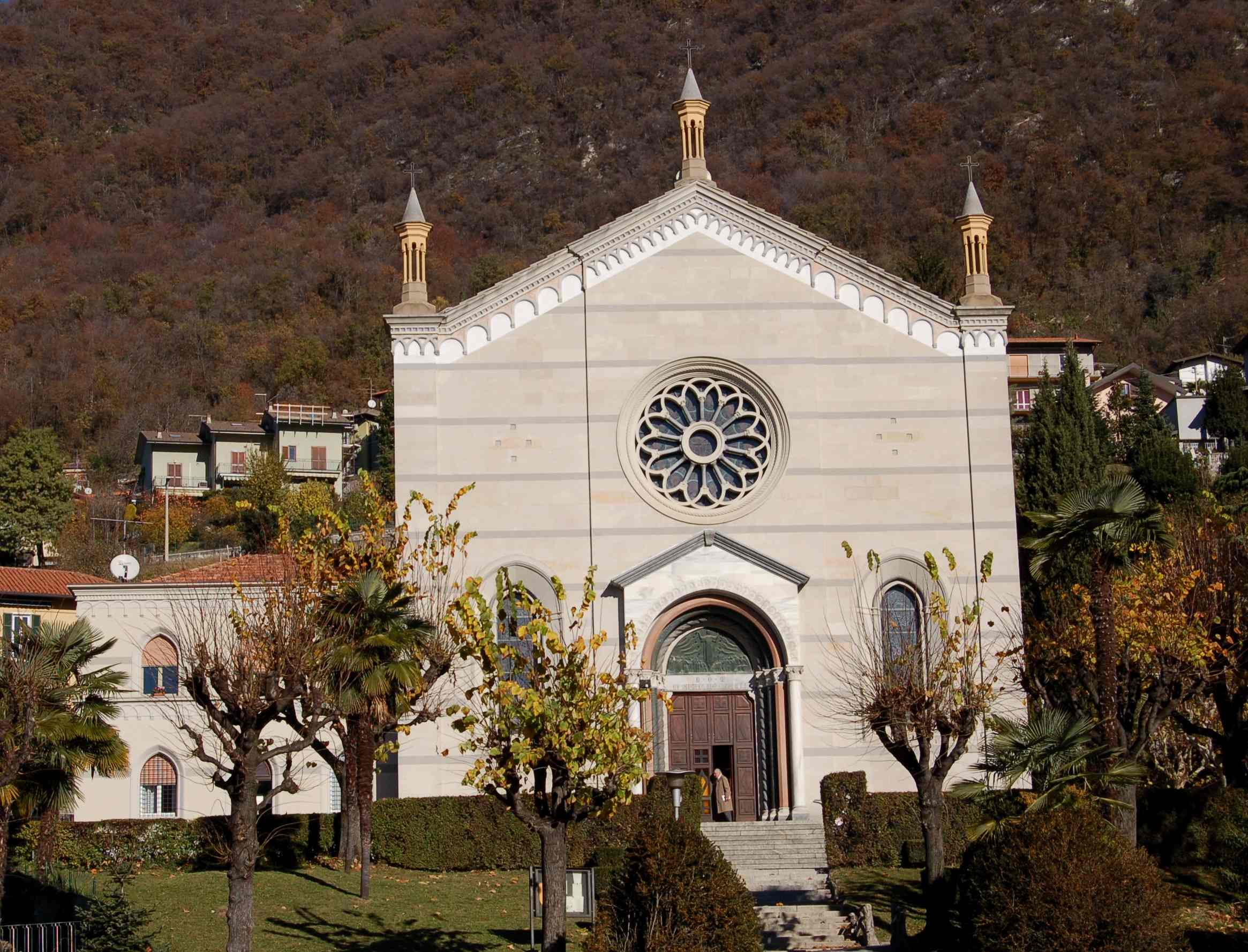
Kirche Santa Teresa del Bambin Gesù
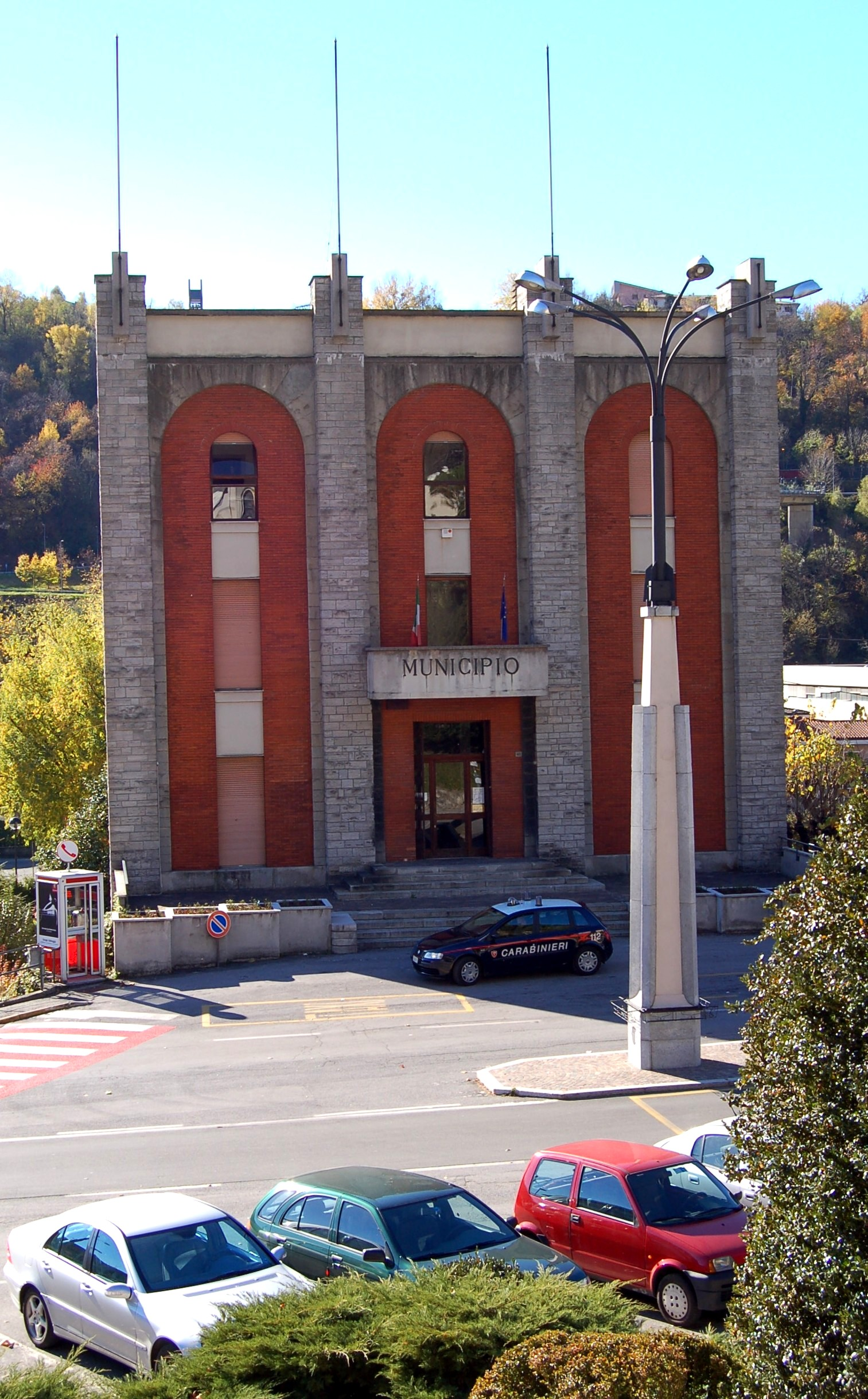
Gemeindehaus